# Teoria agresji wyuczonej
Teoria agresji wyuczonej – teoria psychologiczna, która zakłada, że człowiek uczy się zachowań agresywnych, nabywa je pod wpływem oddziaływań środowiska. Oddziaływania środowiska mogą nauczyć dziecko współpracy z innymi, przyjaźni, bądź też właśnie agresji. Dobrze opisane zostały trzy mechanizmy uczenia się zachowań agresywnych: warunkowanie klasyczne, warunkowanie instrumentalne oraz naśladowanie.
Warunkowanie klasyczne (warunkowanie reaktywne). Twórcą tej ogólnej teorii zachowania jest Iwan Pawłow. W myśl tej teorii organizm wyposażony jest w repertuar wrodzonych reakcji (reakcje bezwarunkowe), które odruchowo pojawiają się, gdy na organizm zadziała bodziec bezwarunkowy. Organizm uczy się „przewidywać” pojawienie się bodźca bezwarunkowego, kojarząc go z sygnałami, które z nim współwystępują lub go poprzedzają. Na tej właśnie zasadzie człowiek może nauczyć się reagować zachowaniami agresywnymi w sytuacjach, które skojarzył z zachowaniami agresywnymi. 
- Przykłady
  - Ktoś mnie przezywa lub obraża – reaguję atakiem.
  - Widzę pająka – zabijam go. Jeśli dojdzie do generalizacji bodźca, każdy stawonóg może wywołać u mnie reakcję agresywną. Nawet jeśli będzie tylko narysowany na papierze.
  - Dziecko widzi nową zabawkę – popycha inne dziecko i wyrywa mu ją z rączek.
  - Ktoś mnie fizycznie atakuje – odpowiadam fizycznym atakiem.
  - Automat połknął moją monetę – kopię go z rozbiegu prosto w szybkę.

Szeroko badał mechanizm warunkowania klasycznego w sytuacjach społecznych amerykański psycholog Leonard Berkowitz. Uważał on, że agresja posiada sygnały wywoławcze agresji, czyli inaczej „bodźce spustowe”, które zwiększają prawdopodobieństwo, że w danej sytuacji pojawią się zachowania agresywne. 
Eksperymenty Berkowitza polegały np. na złoszczeniu ludzi w różnych okolicznościach. Okazało się, że gdy w polu widzenia danej osoby są bodźce, które kojarzą się z agresją (np. pistolet, rękawice bokserskie etc.), to zachowania agresywne pojawiają się o wiele częściej, niż wtedy, gdy dana osoba nie jest wystawiona na bodźce skojarzone z agresją (mimo że nadal jest w ten sam sposób rozzłoszczona).
Z badań Berkowitza wynika, że np. kupowanie dzieciom zabawek, które kojarzą się z agresją (czołgi, pistolety, agresywne gry komputerowe, agresywna muzyka itp.) podnoszą skłonność do reagowania agresją.
Warunkowanie instrumentalne (warunkowanie sprawcze). Twórcą tej teorii jest Edward Thorndike i Baruch F. Skinner. W myśl tej teorii organizmy uczą się pewnych reakcji, obserwując konsekwencje, do których te reakcje prowadzą. Jeśli moja reakcja przynosi mi jakiś rodzaj korzyści (pozytywny czynnik wzmacniający) – będę ją wykonywać częściej. Gdy dana reakcja przynosi mi szkody (negatywny czynnik wzmacniający) – będę wykonywać ją rzadziej. Ponieważ agresja może prowadzić do wielu rodzajów korzyści i nagród, to ludzie powielają zachowania agresywne, bowiem nauczyli się czerpać w ten sposób korzyści.
- Przykłady
  - Kradzież pieniędzy prowadzi do zysku.
  - Pobicie dziecka w szkole sprawia, że dzieci zaczynają się mnie bać i „awansuję” w hierarchii szkolnej, inni mi ustępują.
  - Przeszkadzanie nauczycielowi na lekcji prowadzi do tego, że moi koledzy się śmieją.
  - Obrażenie partnera (np. żony czy męża) prowadzi do tego, że ustępuje i staje się uległy.
  - Ktoś chce mi zapłacić za to, że kogoś innego pobiję.

Nagrody, które pojawiają się po zachowaniach agresywnych mogą być bezpośrednio obserwowane (pieniądze, zwycięstwo, szacunek innych ludzi), mogą też być to nagrody wewnętrzne (wzrost poczucia wartości; uczucie satysfakcji; złagodzenie gniewu, strachu, nudy; ulga itp.)
Naśladowanie (teoria społecznego uczenia się). Mechanizm ten opisywał Albert Bandura od 1973 r. W jednym ze swoich najsłynniejszych eksperymentów pokazywał dzieciom film, na którym dorosła osoba niszczyła manekina. Dzieci, które następnie miały szanse bawić się z podobnym manekinem również go niszczyły i robiły to także w sposób nie zaobserwowany na filmie. Dzieci, które nie oglądały wcześniej filmu, nie niszczyły manekina. 
Bandura twierdził, że jest to mechanizm naśladowania zachowań agresywnych. Nazywa się go również modelowaniem. Człowiek będzie naśladować zachowania, które zaobserwuje u innych ludzi (modeli). Koncepcja ta ma szerokie poparcie empiryczne.
Kto staje się modelem? Najczęściej wzorem do naśladowania są ludzie, którzy:
- Są postawieni wysoko w hierarchii społecznej.
- Są autorytetami
- Są nagrodzeni za swoje zachowanie (np. osiągają swój cel poprzez zachowania agresywne, tak jak bokser, który zwycięża na ringu)

Będziemy naśladować zwłaszcza wtedy, gdy:
- Podczas obserwacji jesteśmy pobudzeni emocjonalnie
- Nasza uwaga koncentruje się na modelu
- Jesteśmy przekonani, że dane zachowanie możemy wykonać